# メキシコアカボウシインコ
メキシコアカボウシインコ（Amazona viridigenalis）は、オウム目インコ科に分類される鳥類。

## 分布
メキシコ北東部固有亜種
アメリカ合衆国へ移入・定着。

## 形態
全長30-33cm。全身は緑色の羽毛で被われる。額から頭頂は赤、眼上部から頸部にかけて青灰色で被われる。後頭や頸部を被う羽毛の外縁（羽縁）は暗色で、鱗状に見える。初列風切の色彩は黒や暗青色、外側次列風切の色彩は赤い。
眼の周囲には羽毛がなく白い皮膚が露出する。虹彩は黄色。嘴の色彩は黄白色。後肢の色彩は淡灰色。

## 生態
乾燥した常緑樹林、渓谷内の落葉樹林などに生息する。非繁殖期には標高1,200m以下のあるカシとマツからなる混交林にも生息する。20-100羽の群れを形成して生活する。冬季になると大規模な群れを形成し、食物を求めて放浪する。
食性は植物食で、果実、種子、蕾、花などを食べる。
繁殖形態は卵生。繁殖期になるとペアで生活する。3-5月に地表から6-20mの高さにある樹洞やキツツキの古巣に、1回に3-4個の卵を産む。飼育下での抱卵期間は28日。育雛期間は9週間。

## 人間との関係
トウモロコシなどの農作物を食害する害鳥とみなされることもある。
開発による生息地の破壊、害鳥としての駆除、ペット用の乱獲などにより生息数は激減している。